# Мирский, Георгий Ильич
Гео́ргий Ильи́ч Ми́рский (27 мая 1926, Москва, СССР — 26 января 2016, Москва, Россия) — советский и российский историк, востоковед-арабист и политолог. Доктор исторических наук, профессор, главный научный сотрудник Института мировой экономики и международных отношений РАН. Заслуженный деятель науки Российской Федерации.

## Биография
Родился 27 мая 1926 года в Москве в еврейской семье.
В период Великой Отечественной войны с 15 лет работал санитаром в военном госпитале, затем был на трудовом фронте, работал помощником газосварщика и слесарем в «Теплосети Мосэнерго», позднее шофёром.
Окончил Московский институт востоковедения в 1952 году, аспирантуру этого института в 1955. Кандидат исторических наук (диссертация «Господство английского империализма в Ираке и национально-освободительное движение иракского народа (1930—1941)»), доктор исторических наук (1967, диссертация «Политическая роль армии в развивающихся странах»).
Был литературным сотрудником отдела стран Азии, Африки и Латинской Америки журнала «Новое время». С 1957 года — в Институте мировой экономики и международных отношений: младший, старший научный сотрудник, заведующий сектором, заведующий отделом экономики и политики развивающихся стран. В 1982 году, после ареста за диссидентскую деятельность одного из его подчинённых (Андрея Фадина), снят с должности заведующего отделом и остался работать в институте в качестве главного научного сотрудника.
По совместительству был профессором МГИМО, где читал лекции по проблемам развивающихся стран. Профессор кафедры мировой политики Национального исследовательского университета «Высшая школа экономики», где преподавал студентам, обучающимся по направлениям «международные отношения» и «регионоведение». Профессор программы российско-британской магистратуры по политической науке в Московской высшей школе социальных и экономических наук (МВШСЭН). Член научно-консультативного совета журнала «Россия в глобальной политике». Колумнист сайта «Политком.ру» (проект Центра политических технологий).
В 1990-е годы работал в Американском институте мира в качестве приглашённого научного сотрудника. Занимался исследованием по теме «Межэтнические отношения в бывшем Советском Союзе как потенциальный источник конфликтов» (грант фонда Макартуров). Выступал с лекциями в 23 университетах США, вел регулярные курсы в Принстонском, Нью-Йоркском, Американском университетах, в университете Хофстра.
Его труды в области изучения темы «Армия и политика в странах третьего мира» стали классическими. Сферой его профессиональных интересов являлись исламский фундаментализм, палестинская проблема, арабо-израильский конфликт, международный терроризм, страны Ближнего Востока.
Часто выступал как приглашённый эксперт на радиостанции «Эхо Москвы».
Владел английским, арабским, испанским, немецким, польским, русским (родной) и французским языками.
Урна с прахом захоронена в колумбарии на Новодевичьем кладбище рядом с родителями.

## Семья
- Родители — автотехник Илья Эдуардович Мирский (1889, Вильна — 1940, Москва)[6] и Виктория Густавовна Мирская (1905—1989).
- Жена — сотрудник ИМЭМО РАН Изабелла Яковлевна Лабинская (род. 1937).
- Дочь — актриса Театра на Таганке Виктория Кузнецова (1958—2019).
- Сын — филолог-библеист Михаил Селезнёв (род. 1960)[7][8].

## Труды
- Багдадский пакт — орудие колониализма. М., 1956
- Материал к лекции на тему «Суэцкий канал». М., 1956 (в соавторстве с Е. А. Лебедевым)
- Суэцкий канал. М.: Знание, 1956 (в соавторстве с Е. А. Лебедевым)
- О перспективах экономического сотрудничества стран Азии и Африки. М., 1958 (в соавторстве с Л. В. Степановым)
- Ирак в смутное время. 1930—1941. М., 1961
- Азия и Африка — континенты в движении. М., 1963 (совместно с Л. В. Степановым).
- Арабские народы продолжают борьбу. М., 1965
- Армия и политика в странах Азии и Африки. М.: Наука, 1970.
- Классы и политика в странах Азии и Африки. М.: Знание, 1970.
- Третий мир: общество, власть, армия. М.: Наука, 1976.
- Роль армии в политической жизни стран «Третьего мира». М., 1989
- «Central Asia’s Emergence», in Current History, 1992.
- «The ‘End of History’ and the Third World», in Russia and the Third World in the Post-Soviet Era, University Press of Florida[англ.], 1994.
- «The Third World and Conflict Resolution», in Cooperative Security: Reducing Third World War, Syracuse University Press, 1995.
- «On Ruins of Empire», Greenwood Publishing Group, Westport, 1997.
- Мирский Г. И. Жизнь в трех эпохах. — М.: Летний сад, 2001. — 366 с. — ISBN 5-94381-014-5.

## Награды
- Публицистическая премия «ПолитПросвет» фонда «Либеральная миссия» в специальной номинации «Отличник политпросвещения» (2015)[9][10].